# NGC 2289
NGC 2289 este o galaxie lenticulară situată în constelația Gemenii. A fost descoperită în 4 februarie 1793 de către William Herschel. Se află la o distanță de 69,46 de megaparseci de Pământ.